# 厦门足球俱乐部
厦门足球俱乐部，成立于1996年2月23日，是中國的足球俱乐部，亦是福建省第一支职业足球俱乐部，2008年因沒有企業接手的情況下正式解散。

## 大事紀年
| 年 份 | 事 項 |
| ----- | --- |
| 1996  | 2月23日厦门足球俱乐部成立，原天津队主教练沈福儒出任厦足第一任主教练，在乙级联赛的升级赛中负于深圳金鹏而未能晋级。              |
| 1997  | 俱乐部收购了佛山佛斯弟的资格而获得1998年甲B联赛的参赛权，开创了中国底级别联赛俱乐部收购高级别联赛俱乐部先河，称为厦门远华队。  |
| 1999  | 在迟尚斌的带领下获得甲B联赛冠军冲上甲A联赛。但是此时厦门远华案被调查，原俱乐部老板赖昌星潜逃，俱乐部被勒令改名去除“远华”字样。 |
| 2000  | 降级甲B联赛，廉胜必接手球队。                                                                                                  |
| 2002  | 获得甲B联赛冠军，但当年取消升降级，所以未升入甲A联赛。                                                                         |
| 2004  | 中国足球甲级联赛始创球队之一，高洪波执教后获得中甲季军。                                                                       |
| 2005  | 获得中甲冠军，打入中国足球超级联赛。                                                                                           |
| 2007  | 高洪波離任主教練一职，改由高达明接任，最后仅获得第15名，降级中国足球甲级联赛。                                                 |
| 2008  | 球队在没有企业接手的情况下正式解散。                                                                                           |

| 赛季     | 1996 | 1997 | 1998 | 1999 | 2000 | 2001 | 2002 | 2003 | 2004 | 2005 | 2006 | 2007 |
| -------- | ---- | ---- | ---- | ---- | ---- | ---- | ---- | ---- | ---- | ---- | ---- | ---- |
| 级别     | 3    | 3    | 2    | 2    | 1    | 2    | 2    | 2    | 2    | 2    | 1    | 1    |
| Position | 3 1  | 4    | 6    | 1    | 13   | 6    | 1    | 12   | 3    | 1    | 8    | 15   |

- ^1  in group stage

## 俱乐部曾使用名稱
- 1996-1997年 Xiamen Yincheng 厦门银城
- 1998-1999年 Xiamen Fairwiell 厦门远华
- 1999年 Xiamen FC 厦门队
- 2000年 Xiamen Xiaxin 厦门厦新
- 2001-2003年 Xiamen Hongshi 厦门红狮
- 2003.10.2-2004年 Xiamen Jixiangshishi 厦门吉祥石狮
- 2004.5.18-2008年 Xiamen Lanshi 厦门蓝狮

## 历任主教练
| 姓名   | 在任时间    |
| ------ | ----------- |
| 沈福儒 | 1996年      |
| 张宏根 | 1997年      |
| 陈庄庄 | 1998年      |
| 谷明昌 | 1998年      |
| 迟尚斌 | 1999-2000年 |
| 廉胜必 | 2001年      |
| 蔺新江 | 2002-2003年 |
| 高洪波 | 2004-2006年 |
| 高达明 | 2007年      |

## 著名球員

### 国内球員
- 李伟   厦足历史上唯一的现役国脚，曾创造甲B联赛不失球记录
- 杨晨   最早效力于欧洲五大联赛的球员，在职业生涯末期来到球队
- 邹侑根   四川足球的英雄，曾经短暂效力于球队
- 安琦
- 白岳峰
- 李洪洋
- 于远伟
- 唐晓程
- 纪玉杰
- 沈奕   厦门队最早的内援之一，前天津队主力锋将，1996年跟随沈福儒来到厦门
- 杨飚   厦门最年轻队员之一，随佛山佛斯弟转会而来。厦门唯一进入中国国青队国脚

### 历届外援
- 索索（96）
- 米莎（96）
- 佐兰（98）
- 阿格拜（98）
- 阿格鲍（98-99,01-02,04(1-17)）  每个厦门球迷心目中的最佳前锋 身体速度力量与技术结合，现申花前锋德罗巴之模板，80后厦门人心目中的英雄
- 奥斯瓦尔多（99）
- 巴哈（英语：Mahmadu Alphajor Bah）（99-03）   每个厦门球迷心中的最佳中场，号称厦门皮尔洛，只是在射门技术上有所欠缺
- 卡尔本（英语：Rodrigo José Carbone）（00）
- 埃瓦尔多（00(1-13)）
- 马丁·舍斯坦（英语：Mate Šestan）（00(14-17)）
- 阿米尔（00(18-26)）
- 法比奥（英语：Fábio Marcelo de Oliveira）（01-03）
- 阿里（01-02,04）
- 道格拉斯（03）
- 图穆（04）
- 萨里奇（04(18-26)）
- 埃孔（英语：Prince Ikpe Ekong）（05）
- 乔吉姆（05-07）
- 捷莫杰奇（英语：Saša Zimonjić）（06(3-6)）
- 耶利奇（06-07）
- 梅尔坎（06(16-30)-07）
- 佐里奇（英语：Saša Zorić）（07(16-30)）

## 联赛成绩
| 赛季 | 级别 | 名次   |
| ---- | ---- | ------ |
| 2004 | 中甲 | 第3名  |
| 2005 | 中甲 | 第1名  |
| 2006 | 中超 | 第8名  |
| 2007 | 中超 | 第15名 |

## 相关新闻
1. ↑  .   [2008-03-28]. （原始内容存档于2020-02-15）.

## 球會榮譽
| 中甲聯賽（第二級） 冠軍 | 1 | 2005年         |
| 甲B聯賽（第二級） 冠軍  | 2 | 1999年, 2002年 |